# Ample ferroviari ibèric
L'ample ferroviari ibèric o ample ibèric, de 1668 mm, és l'ample de via fèrria que s'ha usat històricament per a les línies estratègiques de ferrocarril d'Espanya i Portugal. Aquest ample de via era diferent del que s'estava implantant a Europa, que mesurava 1435 mm, que fou l'amplada que s'adoptà al primer ferrocarril britànic.
Al principi l'ample ferroviari que es començà a utilitzar a Espanya fou el de 1674 mm, actualment conegut com a ibèric antic perquè posteriorment s'adaptà a l'ample de 1668 mm. Una de les línies que encara queden en ample ibèric antic és la línia 1 del metro de Barcelona. En aquest cas s'utilitzà aquest ample perquè la línia connectava amb la xarxa convencional que arribava a Barcelona.

## Història
Segons l'informe oficial dels enginyers Joan de Subercase i Kretz i Calixto Santa Cruz, la mesura es justificava en les característiques de la geografia espanyola, que requeriria més potència, amb calderes més amples, i seria un exemple a seguir ràpidament per tot el món, tot i que ha causat l'aïllament de la xarxa de ferrocarrils espanyola de l'europea, i com estava previst, l'ús de material mòbil específic, ha resultat en una fabricació més costosa.
Els industrials catalans, pioners juntament amb els bascos, de la indústria a la península, veien en la indústria ferroviària la possibilitat d'apropar el mercat europeu al tèxtil català. Va ser justament la indústria, la que més va ajudar a finançar les primeres i costoses inversions en infraestructures ferroviàries. Les primeres línies construïdes s'aprovaven amb lleis específiques i finalment l'ample de via ibèric es va imposar amb la Ley General de Caminos de Hierro del 5 de juny de 1855, quan ja existien 405 km de línia construïts.
A la llei de 1855 fou afegida el 1905 la Ley de Ferrocarriles Secundarios, que permetia la construcció d'una xarxa secundària d'interès públic, i xarxes privades d'altres amples sense subvenció, ja que no eren considerats ni vies ni amples estratègics.